# Ignorowanie prawdopodobieństwa
Ignorowanie prawdopodobieństwa jest błędem poznawczym polegającym na podejmowaniu decyzji bez brania w ogóle pod uwagę  prawdopodobieństwa potencjalnych zdarzeń. 
Istnieje wiele sposobów nieracjonalnego podejmowania decyzji związanych z prawdopodobieństwem: efekt późnej wiedzy, zaniedbywanie miarodajności czy paradoks hazardzisty. Powyższy błąd jest od nich istotnie inny, ponieważ polega nie tyle na niewłaściwym ocenianiu prawdopodobieństwa, ile na całkowitej rezygnacji z samej idei takiego oceniania.
Przykładem takiego zachowania jest niezapinanie pasów bezpieczeństwa w samochodach i uzasadnianie tego przypadkami osób, które przeżyły wypadek dlatego, że nie miały zapiętych pasów. Choć takie zdarzenia rzeczywiście zostały odnotowane, ich prawdopodobieństwo jest zaniedbywalnie małe w porównaniu z prawdopodobieństwem urazu z powodu niezapięcia pasów. Przy analogicznych potencjalnych stratach opieranie się na takich przypadkach nie ma sensu.
Inny przypadek niemal całkowitego ignorowania prawdopodobieństwa pokazali Rottenstreich i Hsee w 2001 r. Typowy badany przez nich człowiek był skłonny zapłacić 7$ za uniknięcie 1% szansy bolesnego porażenia prądem i jedynie 10$ za uniknięcie 99% szansy tego samego porażenia. Ten przypadek sugeruje to, że taka nieracjonalność ma większe szanse pojawienia się, gdy wynik zdarzenia jest pobudzający emocjonalnie.

## Literatura
- Baron, J. (2000). Thinking and Deciding (3d ed.). Cambridge University Press. p. 260-61
- Rottenstreich, Y. & Hsee, C. K. (2001). Money, kisses, and electric shocks: on the affective psychology of risk. Psychological Science, 12, 185-190.